# Flowers and the Color of Paint
| Críticas profissionais | Críticas profissionais |
| Avaliações da crítica  | Avaliações da crítica  |
| Fonte                  | Avaliação              |
| ---------------------- | ---------------------- |
| Público (jornal)       | [ 2 ]                  |

Flowers and the Color of Paint é um 1995 álbum de hip-hop, downtempo e spoken word orientado para viagens do letrista californiano, vocalista e artista plástico Ithaka (também conhecido como Ithaka Darin Pappas)
Ithaka criou o conteúdo lírico de suas músicas esporadicamente nos dois anos que antecederam as gravações em estúdio. Eles geralmente são baseados em suas próprias aventuras pessoais na Europa Ocidental, no norte da África e em sua terra natal, Los Angeles. Eles cobrem diversos assuntos, como astrologia, violência nas ruas e viagens de surf (como retratados na música "Somewhere South of Gibraltar").

## Gravação
O álbum foi gravado no início de 1995, durante um período de um mês no Namouche Studios, em Lisboa, Portugal (a cidade onde Ithaka viveu e trabalhou de 1992 a 1998). O orçamento aproximado era de US $ 8.000.
O disco (produzido por Joe Fossard e Grizzly) consiste em treze faixas, com Ithaka assumindo os vocais principais. Possui muitos artistas convidados portugueses e africanos, incluindo cantores Marta Dias (São Tomé, África Ocidental) e Ninicha (Portugal); General D (Moçambique) e Lince (São Tomé); e os músicos portugueses Tiago Santos (violão), João Gomes (teclados), Francisco Rebelo (baixo), Nuno Reis (trompete) e Paulo Muiños (saxofone). Os quatro últimos eram membros do projeto Cool Hipnoise. O artista e músico João Paulo Feliciano também apareceu como guitarrista na música "Somewhere South of Gibraltar"

## Single
Em junho de 1995, poucas semanas antes do lançamento do álbum, um CD gratuito da mítica música urbana "Fishdaddy" (faixa 3 do álbum) foi incluído na revista de cultura jovem 'Super Jovem'. publicado pela Editora Abril. Ithaka apareceu na capa dessa edição, em uma imagem criada por João Barbosa.

## Recepção
Embora Ithaka seja um cidadão americano de ascendência grega e os vocais do álbum estejam quase inteiramente em Ingles, porque  Flowers and the Color of Paint  foi inteiramente gravado em Portugal e utilizou muitos artistas convidados em língua portuguesa, o registro (e também o álbum seguinte de Ithaka  Stellafly ) é frequentemente incluído no gênero de música conhecida como Primeira Geração hip hop tuga (ou português de rap de primeira geração) junto com artistas como Black Company, Boss AC, Da Weasel, General D, Mind Da Gap e Zona Medo.
O álbum em geral foi considerado um sucesso crítico no momento do lançamento pela maioria dos meios de comunicação em seu principal território de distribuição, Portugal. Foi considerado por alguns como o recorde que mostrou o verdadeiro potencial do hip hop em Portugal. Songs from Flowers and the Color of Paint receberam uma boa quantidade de rádio nas principais estações portuguesas, comoRFM e Antena 3.
Ithaka apareceu nas capas de  Pop Rock ', Blitz, e revista  Super Jovem  durante o verão do lançamento do álbum.
Flowers And The Color Of Paint foi nomeado em três categorias na TV da Sociedade Independente de Comunicação | SIC] 1995 Premios Blitz (considerado o Grammy Award) Portugal de Melhor Artista Novo, Melhor Vocalista Masculino e Melhor Álbum.
Artigo de 1999 de Luis Maio, intitulado "Os Maiores Talentos Portugueses Dos Anos 90", publicado no jornal nacional  Público , listado  Flores e o Color of Paint  como um dos álbuns portugueses mais influentes da década de 1990. Em 2001, o escritor Rui Portulez descreveu o álbum em outro artigo do 'Público' como "um dos discos mais interessantes do hip-hop português" ("um dos mais interessantes discos portugueses de hip-hop").
'No livro de 2004' 'Belong: A Busca de um Jornalista de TV pela Cultura Urbana' '(publicado pela Insomniac Press), a autora canadense Jennifer Morton diz sobre o álbum: "O som é vocal suave, com um belo groove de fundo e um pouco de rap português apareceu. É bom. Ithaka estava tão lá fora, fazendo suas próprias coisas. As pessoas gostavam dele. Ele fala suas letras e tem ótimas frases como Minha lealdade não está comoção na rua, louvo o movimento do oceano, ela me manteve longe de problemas, me manteve viva, me manteve fora da rua, longe de armas e facas.
Artigo de 2016 na revista de música portuguesa  Revista Blitz citou  Flores e a cor da tinta  como um dos "Os 40 Melhores Álbuns Dos Anos 90 Em Portugal" ("One Dos 40 melhores discos portugueses dos anos 90 ").
Em 2017, o jornalista Hugo Jorge incluiu o álbum em seu artigo "Os álbuns mais caros do hip hop português" ("Os álbuns portugueses mais caros do hip hop") para sua coluna no site de música Rimas E Batidas, afirmando que está entre o mais caro dos lançamentos de música urbana portuguesa. Ele descobriu cópias raras do CD original, pressionando a venda no mercado internacional por mais de 59 €.

## Canções no cinema e na televisão
Em 1995, duas músicas do álbum, "The Pigeon Lady" e a faixa-título do álbum, "Flowers and the Color of Paint", foram exibidas em um filme de surf musical chamado G-Land Pro. O projeto foi um documentário experimental sem diálogo, que descreve um evento "Dream Tour" da World Surf League chamado Pro Quiksilver de 1995 (em Grajagan, Java, Indonésia), dirigido / editado pelos surfistas profissionais Seth Elmer e Doug Silva. Foi ao ar em alguns canais de esportes, mas estava principalmente à venda como um DVD em lojas de surf que carregavam produtos Quiksilver. Nos segmentos que apresentam as duas músicas de Color of Paint, os melhores surfistas profissionais, incluindo onze vezes campeão mundial Kelly Slater, bicampeão mundial Tom Carroll, Rob Machado, Jeff Booth, Pat O'Connell e John Shimooka são retratados em algumas das melhores ondas que já foram vistas em uma competição internacional.
Em 1998, três anos após o lançamento do álbum, a música "Escape From The City Of Angels" (com Marta Dias) foi usada na trilha sonora da estréia no cinema do diretor Antoine Fuqua Assassinos Substitutos}. Outros artistas musicais da trilha sonora incluídos The Crystal Method, Talvin Singh, Tricky, Death in Vegas, Hed PE, and Brad.
Em 2004, "Escape from the City of Angels" também apareceu na série de comédia de TV Good Girls Don't, (produzido por Oprah Winfrey para o canal Oxygen), em um episódio escrito por Claudia Lonow e dirigido por Linda Mendoza, intitulado "Addicted To Love".

## Capa e livreto
A imagem original da capa de Flower and the Color of Paint foi criada por Ithaka Darin Pappas e representa um símbolo de sua série de artes gráficas intitulada The Tomas Blots, combinada com uma foto em tons de azul de uma típica calçada de paralelepípedos de Lisboa. Cada página da letra do livreto do CD foi acompanhada de uma fotografia de Ithaka (que começou como fotógrafo) para ilustrar cada canção de história individual.

## Faixas
1. Street Loyalty? (featuring Ninicha) - 6:52[61]
2. The Umbilibus (featuring Lince) - 4:10[62]
3. Fishdaddy (featuring Mimi) - 6:38[63]
4. Escape From the City of Angels (featuring Marta Dias) - 4:59[64]
5. Erase the Slate of Hate (featuring General D) - 4:54[65]
6. Been Four Years - 5:01[66]
7. Somewhere South of Gibraltar (featuring electric guitar by João Paulo Feliciano) - 6:50[67]
8. The Pigeon Lady - 1:12[68]
9. Stonemobile - 3:43[69]
10. Rich Girl (Ketchup Love) - 8:09[70]
11. Sleepdriver - 3:15[71]
12. Goodcookies (featuring Marta Dias) - 2:52[72][73]
13. Flower and the Color of Paint (featuring Ninicha) - 7:17[74]